# カリストゥス1世 (ローマ教皇)
カリストゥス1世（Callistus I, ? - 222年?）は、ローマ教皇（在位：217年? - 222年?）。その在位はローマ皇帝ヘリオガバルスおよびセヴェルスの時代に当たる。
カリストゥス1世の対立者ヒッポリュトスは、カリストゥスの若い頃についてこのようなエピソードを記している。それは、彼がもともとカルポフォルスなる人物の奴隷であったというものである。ところが主人の金を使い込んだ上、他のキリスト教徒に預けられた金をなくしてしまった。そのためローマから逃げ出したが、ポルトゥスで捕縛された。債権者のとりなしによってなんとか釈放されたが、シナゴーグでユダヤ教徒といさかいを起こして再び逮捕された。今度はサルデーニャの鉱山送りになるが、コンモドゥス帝の愛人マルキアのとりなしで救出された。体が弱っていたカリストゥスは仲間のキリスト教徒に助けられ、教皇ウィクトル1世の知遇を得る。次の教皇ゼフィリヌスの下で働いていた縁で、カリストゥスがその後継者に収まった。
カリストゥスは井戸に投げ込まれて殉教したと伝えられているが、史実の裏づけはない。222年頃殉教したことは確かであろう。死後、アウレリア街道沿いのカレポディオのカタコンベに葬られ、9世紀にテヴェレ川沿いのサンタ・マリア・イン・トラステヴェレ教会（ローマ最古の教会の1つ）に移された。それはこのサンタ・マリア教会がカリストゥスの殉教地に由来していると伝えられていたからである。
カトリック教会の聖人であり、記念日（任意）は10月14日。